# Вишнево (Гродненская область)
Ви́шнево (бел. Ві́шнева) — агрогородок, центр сельсовета Сморгонского района Гродненской области Беларуси. Расположен на юго-западном берегу озера Вишневское, в 32 километрах на север от Сморгони и в 150 километрах на северо-запад от Минска. Площадь занимаемой территории составляет 2,1118 км², протяжённость границ 15940 м.

## История
Известно с XVI века как местечко и имение в составе Виленского воеводства. В разные годы принадлежало Гидыговичам, Беганским, Дубровским, Сулистровским. С 3-го раздела Речи Посполитой в 1795 году в составе Российской империи, центр Вишневской волости Свенцянского уезда (до 1842 года уезд назывался Завилейским) Виленской губернии и деревенского округа. В 1820 году Сулистровскими построен каменный костёл Святого Тадеуша, относился к католическому приходу Жодишки Свирского деканата. Отмечено на карте 1850 года под названием Вишнев (Вишневъ). В 1866 году построена церковь, насчитывалось 49 дворов, 289 жителей (259 католиков, 16 православных, 14 иудеев). Вишневская волость делилась на два деревенских округа с центрами в Вишнево и Новом Александрове, насчитывала 32 поселения, 337 дымов, 4493 жителя. На 1865 год в волости насчитывалась 1541 душа ревизская (из них 269 бывших крестьян государственных и 1272 крестьян свободных). В состав Вишневского деревенского округа помимо самого местечка входили также деревни: Бибки, Голодничи, Горяны, Кавчиненты, Купля, Леоновичи, Михничи, Низуличи, Подстаржын-1, Подстаржын-2, Спяглица, Ступенки, Свайгини, Сьвинка 1-я, 2-я и застенок Старыно, население округа на 1865 год насчитывало 235 ревизских душ бывших крестьян государственных и 581 ревизская душа крестьян свободных. В 1880 году население местечка насчитывало 405 жителей. В 1886 году 34 двора, 412 жителей, действовали костёл, церковь, синагога, шинок, лавка. В 1892 году открыта церковно-приходская школа. В 1893 году рядом с местечком находилась усадьба Вишнево, 1 дым, 17 жителей (все католики), имелась библиотека, в которой было около 4 тыс. томов книг, винокурня. В 1905 году в местечке 240 жителей, к нему относилось 529 десятин земли, действовало земское народное училище. Имение Вишнево принадлежало Карло́вичам
.
После Советско-польской войны, завершившейся Рижским договором, в 1921 году Западная Белоруссия отошла к Польской Республике и местечко стало центром новообразованной сельской гмины Вишнев Свенцянского повета Виленского воеводства. 1 января 1926 года гмина Вишнев была переведена в состав Вилейского повета
В 1938 году Вишнево, на тот момент Вишнев-Свирский (Wiszniew Świrski), состояло из имения (1 дым, 7 душ), местечка (6 дымов, 22 души), участков (20 дымов, 109 душ) и деревни (78 дымов, 347 душ).
С 12 октября 1940 года центр сельсовета Свирского района Вилейской, а с 1944 года Молодечненской области. С августа 1959 года в составе Сморгонского района, который в январе 1960 года вошёл в состав Гродненской области. В 1970 году центр колхоза «Вишнево», 121 двор, 396 жителей.

## Население
По состоянию на 1 января 2004 года в деревне 167 дворов, 391 житель. Большинство верующих — католики, есть православные.

## Экономика
Агрогородок является центральной усадьбой СПК «Советская Белоруссия», который специализируется на производстве мясо-молочной продукции в животноводстве и производстве зерна (ячмень, овёс, рожь, пшеница), кукурузы, рапса, льна, картофеля, бобовых, овощей и корнеплодов в растениеводстве. В хозяйстве работает животноводческий комплекс по производству говядины. Налажен выпуск сливок, сметаны и свежего молока.
Работают 2 магазина, отделение АСБ «Беларусбанк».

## Социальная сфера
В агрогородке функционируют: врачебная амбулатория, детский сад, средняя школа, библиотека, дом культуры, отделение связи.

## Транспорт
Через агрогородок проходит республиканская автомобильная дорога Р95. Также Вишнево связано дорогами местного значения:
- Н6131 с Рацевичами;
- Н6745 с Коробками

С райцентром связан регулярным автобусным сообщением — ходят рейсовые автобусы:
- Сморгонь — Вишнево
- Сморгонь — Комарово
- Сморгонь — Свайгини
- Сморгонь — Свирь
- Сморгонь — Хведевичи

## Туризм
Вблизи агрогородка, на берегу озера Вишневское, находится база отдыха «Станкостроитель». Имеется прокат лодок и катамаранов. Созданы условия для занятий дайвингом.

## Достопримечательности
- Костёл Святого Тадеуша — построен в 1811—20 годах на деньги Кшиштофа Сулистровского. Представляет собой вытянутое прямоугольное в плане строение, накрытое двускатной жестяной кровлей. Над квадратной в плане алтарной частью в 1866 году надстроена башенка с шатровым покрытием, завершённом главкой. Главный фасад выполнен четырёхколонным портиком с треугольным фронтоном. Рядом с костёлом колокольня того же периода. Костёл — памятник архитектуры классицизма[16][17][18].
- Старый усадебный парк.
- Церковь Свято-Преподобной Евфросинии Полоцкой (построена в 1990-е годы)[19].
- Памятник землякам, погибшим в годы Великой Отечественной войны.